# Astragalus albertii
Astragalus albertii är en ärtväxtart som beskrevs av Aleksandr Andrejevitj Bunge. Astragalus albertii ingår i släktet vedlar, och familjen ärtväxter. Inga underarter finns listade i Catalogue of Life.